# Pelinsu Bayav
Pelinsu Bayav (3 agosto 2001) è una sollevatrice turca che gareggia nella categoria dei gallo (fino a 49 kg.).

## Carriera
Inizia la carriera di sollevatrice a livello internazionale nel 2018, partecipando ai campionati europei giovanili a San Donato Milanese. Nel 2019 vince la medaglia di bronzo ai campionati europei juniores di Bucarest, si classifica al sesto posto ai campionati europei di Batumi e si piazza quinta ai campionati mondiali juniores di Suva.
Nel 2023, ai campionati europei di Erevan, dopo essersi classificata quinta nello strappo perde conoscenza nel secondo tentativo di slancio del bilanciere, ricevendo i primi soccorsi sulla piattaforma di gara.
Viene riscontrata positiva agli steroidi (insieme con altri due atleti, Hakan Kurnaz e Batu Han Yüksel), e squalificata per tre anni.